# Serie de Fourier

Las primeras cuatro aproximaciones para una función periódica escalonada

Una serie de Fourier es una serie infinita que converge puntualmente a una función periódica y continua. Puede ser solo a trozos de funciones (por partes), pero continua en esas partes. Las series de Fourier constituyen la herramienta matemática básica del análisis de Fourier empleado para analizar funciones periódicas a través de la descomposición de dicha función en una suma infinita de funciones sinusoidales mucho más simples (como combinación de senos y cosenos con frecuencias enteras).
El nombre se debe al matemático francés Jean-Baptiste Joseph Fourier, que desarrolló la teoría cuando estudiaba la ecuación del calor. Fue el primero que estudió tales series sistemáticamente, y publicó sus resultados iniciales en 1807 y 1811. Esta área de investigación se llama algunas veces análisis armónico.
Es una aplicación usada en muchas ramas de la ingeniería, además de ser una herramienta sumamente útil en la teoría matemática abstracta. Sus áreas de aplicación incluyen análisis vibratorio, acústica, óptica, procesamiento de imágenes y señales, y compresión de datos.
En ingeniería, para el caso de los sistemas de telecomunicaciones, y a través del uso de los componentes espectrales de frecuencia de una señal dada, se puede optimizar el diseño de un sistema para la señal portadora del mismo.
Refiérase al uso de un analizador de espectro.
Las series de Fourier tienen la forma:
{\displaystyle {\frac {a_{0}}{2}}+\sum _{n=1}^{\infty }\left[a_{n}\cos {\frac {2n\pi }{T}}t+b_{n}\operatorname {sen} {\frac {2n\pi }{T}}t\right]}
donde {\displaystyle a_{n}\,\!} y {\displaystyle b_{n}\,\!} se denominan coeficientes de Fourier de la serie de Fourier de la función {\displaystyle f(t)\,\!}.

## Definición
Sea {\displaystyle f(t)\,}  una función de variable real {\displaystyle t}, que es integrable Riemann en el intervalo {\displaystyle [t_{0}-T/2,t_{0}+T/2]}, entonces se puede obtener el desarrollo en serie de Fourier de {\displaystyle f\,} dicho intervalo. Fuera del intervalo la serie es periódica, con período {\displaystyle T\,}.
Si {\displaystyle f(t)\,} es periódica en toda la recta real, la aproximación por series de Fourier también será válida en todos los valores de {\displaystyle t\,}. 
Luego la serie de Fourier asociada a {\displaystyle f(t)\,} es:
{\displaystyle f(t)\sim {\frac {a_{0}}{2}}+\sum _{n=1}^{\infty }\left[a_{n}\cos \left({\frac {2n\pi }{T}}t\right)+b_{n}\operatorname {sen} \left({\frac {2n\pi }{T}}t\right)\right]}
donde {\displaystyle a_{0}}, {\displaystyle a_{n}} y {\displaystyle b_{n}} son los coeficientes de Fourier que toman los valores:
{\displaystyle a_{0}={\frac {2}{T}}\int _{-T/2}^{T/2}f(t)dt,\qquad a_{n}={\frac {2}{T}}\int _{-T/2}^{T/2}f(t)\cos \left({\frac {2n\pi }{T}}t\right)dt,\qquad b_{n}={\frac {2}{T}}\int _{-T/2}^{T/2}f(t)\operatorname {sen} \left({\frac {2n\pi }{T}}t\right)dt.}
Otra forma de definir la serie de Fourier es:
{\displaystyle f(t)={\frac {a_{0}}{2}}+\sum _{n=1}^{\infty }\left(a_{n}\cos {{\omega _{n}}{t}}+b_{n}\operatorname {sen} {{\omega _{n}}{t}}\right)}
donde {\displaystyle \omega _{n}=n\omega } y {\displaystyle \omega =2{\pi }f={\frac {2{\pi }}{T}}} siendo:
{\displaystyle a_{0}={\frac {2}{T}}\int _{t_{0}}^{t_{0}+T}f(t)dt,\qquad a_{n}={\frac {2}{T}}\int _{t_{0}}^{t_{0}+T}f(t)\cos {{\omega _{n}}{t}}dt,\qquad b_{n}={\frac {2}{T}}\int _{t_{0}}^{t_{0}+T}f(t)\operatorname {sen} {{\omega _{n}}{t}}dt.}
a esta forma de la serie de Fourier se le conoce como la serie trigonométrica de Fourier.

### Forma compleja
Por la fórmula de Euler, las fórmulas de arriba pueden expresarse también en su forma compleja:
{\displaystyle f(t)\sim \sum _{n=-\infty }^{\infty }c_{n}\,e^{2\pi i{\frac {n}{T}}t}.}
Los coeficientes ahora serían:
{\displaystyle c_{n}={\frac {1}{T}}\int _{-T/2}^{T/2}f(t)\,e^{-2\pi i{\frac {n}{T}}t}\,dt.}

## Teorema de Dirichlet: Convergencia a una función periódica
Supongamos que {\displaystyle f(x)} es una función periódica, continua a trozos y acotada, que en un periodo tiene un número finito de máximos y mínimos locales y un número finito de discontinuidades, de período {\displaystyle 2p}. Sean
{\displaystyle a_{n}={\frac {1}{p}}\int _{-p}^{p}f(x)\cos {\frac {n\pi x}{p}}dx,}
y

{\displaystyle b_{n}={\frac {1}{p}}\int _{-p}^{p}f(x)\operatorname {sen} {\frac {n\pi x}{p}}dx,}
entonces la serie converge a

{\displaystyle f_{p}(x)={\tfrac {1}{2}}(f(x+)+f(x-)),}

donde
{\displaystyle f(x+)=\lim _{t\to x+}(f(t))}, y {\displaystyle f(x-)=\lim _{t\to x-}(f(t))}

## Historia
Las series de Fourier reciben su nombre en honor a Jean-Baptiste Joseph Fourier (1768-1830), que hizo importantes contribuciones al estudio de las series trigonométricas, que previamente habían sido consideradas por Leonhard Euler, Jean le Rond d'Alembert y Daniel Bernoulli. Fourier introdujo las series con el propósito de resolver la ecuación de conducción del calor en una lámina de metal publicando sus resultados en 1807 Mémoire sur la propagation de la chaleur dans les corps solides ('Memoria sobre la propagación del calor en los cuerpos sólidos'), y publicando su Théorie analytique de la chaleur ('Teoría analítica del calor') en 1822. Ideas previas en descomponer una función periódica en la suma de simples funciones de oscilación datan desde el siglo III a. C., cuando astrónomos antiguos propusieron un modelo empírico de movimiento planetario con base en epiciclo.
La ecuación del calor es una ecuación en derivadas parciales. Previamente al trabajo de Fourier, no se conocía solución alguna para la ecuación de calor en forma general, aunque se conocían soluciones particulares si la fuente de calor se comportaba de manera sencilla, en particular, si la fuente era una onda de seno o coseno. Estas soluciones simples a veces son llamadas valores propios. La idea de Fourier era modelar una fuente de calor compleja con una superposición (o combinación lineal) de simples ondas sinusoidales y para escribir la solución como una superposición de los correspondientes valores propios. A la superposición o combinación lineal se le llama Serie de Fourier.
Desde un punto de vista más actual, los resultados de Fourier son algo informales debido a la falta de precisión en la noción de la función matemática y la integración a inicios del siglo XIX. Después, Peter Gustav Lejeune Dirichlet y Bernhard Riemann expresaron los resultados de Fourier con mayor precisión y formalidad.
Aunque el motivo original era resolver la ecuación de calor, tiempo después fue obvio que se podía usar la misma técnica a un gran conjunto de problemas físicos y matemáticos, especialmente aquellos que involucraban ecuaciones diferenciales lineales con coeficientes constantes, para los cuales sus soluciones únicas eran sinusoidales. Las series de Fourier tienen muchas aplicaciones en la ingeniería eléctrica, análisis de  vibraciones, acústica, óptica, procesamiento de señales, retoque fotográfico, mecánica cuántica, econometría, la teoría de estructuras con cascarón delgado, etc.

## Ejemplos de series de Fourier
Veamos un ejemplo:
{\displaystyle f(x)=x,\quad \mathrm {para} -\pi <x<\pi ,}
{\displaystyle f(x+2\pi )=f(x),\quad \mathrm {para} -\infty <x<\infty .}

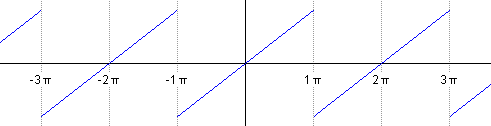
Gráfico de una función periódica.

Animación de la suma de los 5 primeros armónicos.

En este caso, los coeficientes de Fourier nos dan esto:
{\displaystyle {\begin{aligned}a_{n}&{}={\frac {1}{\pi }}\int _{-\pi }^{\pi }x\cos(nx)\,dx=0,\quad n\geq 0.\\b_{n}&{}={\frac {1}{\pi }}\int _{-\pi }^{\pi }x\operatorname {sen}(nx)\,dx=-{\frac {2}{n}}\cos(n\pi )=2\,{\frac {(-1)^{n+1}}{n}},\quad n\geq 1\end{aligned}}}
Si la serie de Fourier converge hacia: {\displaystyle f(x)} de cada punto {\displaystyle x} donde {\displaystyle f} es diferenciable:
{\displaystyle {\begin{aligned}f(x)&={\frac {a_{0}}{2}}+\sum _{n=1}^{\infty }\left[a_{n}\cos \left(nx\right)+b_{n}\operatorname {sen} \left(nx\right)\right]\\&=2\sum _{n=1}^{\infty }{\frac {(-1)^{n+1}}{n}}\operatorname {sen}(nx),\quad \mathrm {para} \quad x-\pi \notin 2\pi \mathbb {Z} .\end{aligned}}}

### Ingeniería
En ingeniería, el análisis de señales en el dominio de la frecuencia se realiza a través de las series de Fourier, por cuanto es muy común, reemplazar la variable {\displaystyle x} por ωt (el producto de la frecuencia angular por el tiempo), resultando las componentes:
{\displaystyle C_{k}={\frac {1}{T}}\int _{t_{1}}^{t_{2}}f(t)e^{-j\omega kt}\,dt}
Por lo tanto:
{\displaystyle f(t)=\sum _{k=-\infty }^{+\infty }C_{k}e^{j\omega kt}}

## Formulaciones

### Forma compacta
En ocasiones es más útil conocer la amplitud y la fase en términos cosinusoidales en lugar de amplitudes cosinusoidales y sinusoidal. Otra forma de expresar la compleja forma de la serie de Fourier es:
{\displaystyle f(t)=A_{0}+\sum _{n=1}^{\infty }A_{n}\,\cos({{\omega _{n}}t}-\theta _{n})}
donde
{\displaystyle A_{0}={\frac {a_{0}}{2}}}
{\displaystyle A_{n}={\sqrt {a_{n}^{2}+b_{n}^{2}}}}
{\displaystyle \theta _{n}=\tan ^{-1}{\frac {b_{n}}{a_{n}}}}

### Forma exponencial
Por la identidad de Euler para la exponencial compleja, operando adecuadamente, si
{\displaystyle C_{n}={\frac {1}{2\pi }}\int _{-\pi }^{\pi }f(x)\,e^{-inx}\,dx}
la serie de Fourier se puede expresar como la suma de dos series:
{\displaystyle \sum _{n=1}^{\infty }C_{-n}\,e^{-inx}+\sum _{n=0}^{\infty }C_{n}\,e^{inx}}
En forma más compacta:
{\displaystyle \sum _{n=-\infty }^{\infty }C_{n}\,e^{inx}}
estas ecuaciones solo son válidas cuando el periodo {\displaystyle T=2{\pi }} con {\displaystyle \omega =1}. Otra forma de expresar la forma compleja de la serie de Fourier es:
{\displaystyle f(t)=\sum _{n=-\infty }^{\infty }c_{n}\,e^{j{\omega _{n}}t}}
donde
{\displaystyle c_{0}={\frac {1}{T}}\int _{t_{0}}^{t_{0}+T}f(t)\,dt={\frac {a_{0}}{2}}}
{\displaystyle c_{n}={\frac {1}{T}}\int _{t_{0}}^{t_{0}+T}f(t)\,e^{-j{\omega _{n}}t}\,dt={\frac {1}{2}}(a_{n}-{j}{b_{n}})}
{\displaystyle c_{-n}={\frac {1}{T}}\int _{t_{0}}^{t_{0}+T}f(t)\,e^{j{\omega _{n}}t}\,dt={\frac {1}{2}}(a_{n}+{j}{b_{n}})}
{\displaystyle |c_{n}|={\frac {1}{2}}{\sqrt {a_{n}^{2}+b_{n}^{2}}}}

### Formulación moderna
Realmente el desarrollo en serie de Fourier se hace para funciones de cuadrado integrable, es decir, para funciones que cumplan que:
{\displaystyle \int _{-\infty }^{\infty }|f(x)|^{2}dx<\infty }
El conjunto de todas las funciones integrables definidas en el intervalo {\displaystyle \scriptstyle [-\pi ,\pi ]} se denota con {\displaystyle \scriptstyle L^{2}([-\pi ,\pi ])}. Este conjunto, tiene definido un producto interno dado por:
{\displaystyle \langle f,g\rangle \ {\stackrel {\mathrm {def} }{=}}\ {\frac {1}{2\pi }}\int _{-\pi }^{\pi }f(x){\overline {g(x)}}\,dx.}
que lo dota de estructura de espacio de Hilbert. De este modo, todas las funciones de {\displaystyle \scriptstyle L^{2}([-\pi ,\pi ])} pueden desarrollarse en series de Fourier. Así,el conjunto {\displaystyle \{e_{n}=e^{inx}:n\in \mathbb {Z} \}} es una base ortonormal del espacio {\displaystyle \scriptstyle L^{2}([-\pi ,\pi ])}.
El desarrollo de Fourier se puede expresar como:
{\displaystyle f=\sum _{n=-\infty }^{\infty }\langle f,e_{n}\rangle e_{n}.}
Donde {\displaystyle c_{n}=\langle f,e_{n}\rangle } son los coeficientes del desarrollo de Fourier.
Por último, la identidad de Parseval dice que dada una función {\displaystyle f} de cuadrado integrable y los coeficientes de Fourier {\displaystyle c_{n}}, se verifica que:
{\displaystyle \Vert f\Vert ^{2}=\ \langle f,f\rangle \ =2\pi \sum _{n=-\infty }^{\infty }|c_{n}|^{2}.}
En lenguaje técnico, podríamos decir que hay una isometría entre el espacio de funciones de cuadrado integrable y el espacio de sucesiones lineales indexadas en los enteros cuyos términos tienen cuadrados sumables.

### Formulación general
Las propiedades útiles de las series de Fourier se deben principalmente a la ortogonalidad y a la propiedad de homomorfismo de las funciones ei n x.
Otras sucesiones de funciones ortogonales tienen propiedades similares, aunque algunas identidades útiles, concerniendo por ejemplo a las convoluciones, no seguirán cumpliéndose si se pierde la "propiedad de homomorfismo".
Algunos ejemplos son las secuencias de funciones de Bessel y los polinomios ortogonales. Tales sucesiones se obtienen normalmente como soluciones de una ecuación diferencial; una gran clase de tales sucesiones útiles son soluciones de los llamados problemas de Sturm-Liouville.

## Aplicaciones
- Generación de formas de onda de corriente o tensión eléctrica por medio de la superposición de sinusoides generados por osciladores eléctrónicos de amplitud variable cuyas frecuencias ya están determinadas.
- Análisis en el comportamiento armónico de una señal.
- Reforzamiento de señales.
- Estudio de la respuesta en el tiempo de una variable circuital eléctrica donde la señal de entrada no es sinusoidal o cosinusoidal, mediante el uso de transformadas de Laplace y/o solución en régimen permanente sinusoidal en el dominio de la frecuencia.
- La resolución de algunas ecuaciones diferenciales en derivadas parciales admiten soluciones particulares en forma de series de Fourier fácilmente computables, y que obtener soluciones prácticas, en la teoría de la transmisión del calor, la teoría de placas, etc.
- Detección del porcentaje de elementos componentes en compuestos químicos, aleaciones, etc., a partir de las distintas frecuencias del espectro electromagnético de rebote y/o transmisión en el material en frecuencias desde el infrarrojo hasta rayos X.